# Світлана Гнєзділова
Світлана Гнєзділова (народилася 20 липня 1969) — ізраїльська спортсменка українського походження, яка закінчила кар'єру, спеціалізувалася на бігу на 100 метрів з бар'єрами та семиборстві.
До 1996 року вона була громадянкою України, а потім емігрувала до Ізраїлю. На коротких дистанціях з бар'єрами (100 і 60 метрів) вона брала участь у Чемпіонаті світу 1999 року, Чемпіонаті світу у приміщенні 2001 року, Чемпіонаті світу 2001 року та Чемпіонаті Європи 2002 року, не дійшовши до фіналу.
Потім вона перейшла до семиборства, де посіла п'ятнадцяте місце на чемпіонаті Європи 2002 року та 26 місце на чемпіонаті Європи 2006 року. Вона не завершила змагання на Чемпіонаті світу 2003 року. На чемпіонаті світу 2003 року вона також брала участь в естафеті 4 х 400 метрів. На чемпіонаті Європи 2006 року вона також брала участь у стрибках у довжину.
Її особистий рекорд склав 8,28 секунди в бігу на 60 метрів з бар'єрами, досягнутий на Чемпіонаті світу в приміщенні 2001 року в Лісабоні; і 13,04 секунди в бігу на 100 метрів з бар'єрами, досягнутий у червні 2001 року в Мінську. Вона має 6031 очко в семиборстві, досягнуте в серпні 2003 року в Тель-Авіві; і 6,46 метра в стрибках у довжину, досягнуті в липні 2004 року в Тель-Авіві.
У червні 2020 року Світлану звинуватили у вивезенні жінок до Ізраїлю та утриманні їх у 3 квартирах, де вони служили секс-рабинями. Очікується суд.